# Roman Sanguszko (Feldherr)

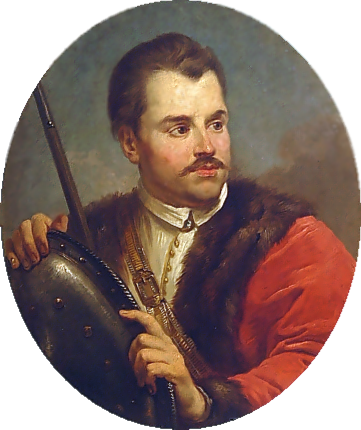
Fürst Roman Sanguszko in einer Darstellung des Malers Marcello Bacciarelli 18. Jh.

Roman Sanguszko (* 1537; † 12. Mai 1571) war ein litauischer Fürst, Feldherr (Feldhetman von Litauen), Woiwode und Starost. Er entstammte dem litauischen Magnatengeschlecht der Sanguszkos aus der Linie Sanguszko-Kowelski und war der Sohn von Fürst Fiodor Sanguszko und der Anna Sanguszko, geborene Dospotówna.

## Leben
Roman wuchs am Hof des Königs Sigismund II. August auf und begann eine militärische Karriere. Für seine Verdienste erhielt er 1557 die Starostei von Żytomierz. Er kämpfte ab 1564 im Rahmen des Moskowitisch-Litauischen Krieges 1558–1570 siegreich gegen das Zarentum Russland (Zarentum Moskau) in den Schlachten bei Czaśniki 1564 und 1567. Er wurde 1566 durch den litauischen Sejm zum Woiwoden von Bracław (Wojewodschaft Bracław, heute südwestliche Ukraine) ernannt, dem das Staatsamt eines Feldhetmans von Litauen folgte.
Im Amt des Feldhetmans kämpfte er vielfach gegen das Zarentum Moskau und die tatarischen Truppen des Khanats der Krim und der Nogaier-Horde. Durch sein militärisches und taktisches Können gewann er einige Kampfhandlungen, wie die bereits erwähnten Schlachten bei Czaśniki. Ein Jahr später, 1568, eroberte er die russische Festung Ułła, im heutigen belarussischen Rajon Schumilina gelegen. Trotz persönlicher Vorbehalte unterschrieb er den Rechtsakt der Lubliner Union. 1569 zerschlug er einen Tatareneinfall bei Humań.
Roman Sanguszko galt als einer der besten militärischen Führungspersonen in der Zeit der Jagiellonen. Für seine Leistungen gegen die Moskowiter-Russen und die Tatarenvölker erhielt er Rzeczyca als erbliches Lehen.

## Ehe und Nachkommen
Mit seiner Frau Aleksandra Sanguszko, geborene Chodkiewicz († 1570), hatte er drei Kinder:
- Fjodor († 1591), litauischer Fürst, blieb unverheiratet;
- Teodora († 1598), ab 1583 verheiratet mit dem Wojewoden Stanisław Radzimiński, ab 1591 mit Fürst Aleksander Proński und ab 1596 mit dem Wojewoden Andrzej Leszczyński;
- Aleksandra († 1602), ab 1577 verheiratet mit Fürst Janusz Zasławski;